# Leucaena pueblana
Espèce
Statut de conservation UICN

 VU B1+2c : Vulnérable
Leucaena pueblana est une espèce de plantes à fleurs de la famille des Fabaceae.

## Publication originale
- North American Flora 23(2): 126. 1928.